# Tito Menênio Agripa Lanato
Tito Menênio Agripa Lanato (em latim: Titus Menenius Agrippae Lanatus) foi um político da gente Menênia nos primeiros anos da República Romana eleito cônsul em 477 a.C. com Caio Horácio Púlvilo. 

## Biografia
Tito Menênio pertencia ao ramo Lanato da nobre gente Menênia, uma antiga gente patrícia da Roma Antiga.  Era filho de Agripa Menênio Lanato, cônsul em 503 a.C., e pai de Tito Menênio Lanato, cônsul em 452 a.C., e Lúcio Menênio Agripa Lanato, cônsul em 440 a.C..
Em 477 a.C., o Senado conferiu Caio Horácio a campanha contra os volscos enquanto seu colega, Tito Menênio, foi enviado para lutar contra Veios para ajudar os Fábios, que realizavam sua campanha particular contra a cidade.
O exército romano de Tito Menênio não estava longe do local onde se travou a Batalha de Cremera, tanto que, em Roma, logo se espalhou um rumor que ele teria demorado para levar ajuda aos Fábios de propósito, pois invejava a popularidade da família.
Depois de derrotar os Fábios, os veios derrotaram também Tito Menênio e seguiram até Roma, montando um acampamento no Janículo, às portas da cidade. Somente o retorno do exército liderado por Caio Horácio conseguiu frear o avanço dos veios, que construíram uma fortaleza no Janículo de onde foram expulsos na Batalha do Janículo pelos cônsules do ano seguinte, Aulo Vergínio Tricosto Rutilo e Espúrio Servílio Prisco.
Depois de deixar o cargo, em 476 a.C., Tito foi acusado pelos tribunos da plebe Quinto Consídio e Tito Genúcio de ter deixado acontecer o massacre dos Fábios, mesmo estando acampado perto do local da batalha. O Senado o defendeu como já fizera antes no caso de Coriolano e a popularidade de seu pai, que havia reconciliado a plebe e os patrícios depois da secessão da plebe, impediu os tribunos de exilá-lo, mas ainda assim Tito Menênio foi obrigado a pagar uma multa de 2 000 asses. A condenação caiu-lhe como uma sentença de morte: sem conseguir suportar a humilhação da afronta, Tito se recolheu às suas propriedades e morreu ainda no mesmo ano.